# Margit Bräuer
Margit Bräuer (* um 1938) ist eine deutsche Slawistin und Verlagslektorin.

## Leben
Margit Bräuer studierte Slawistik und promovierte. Seit etwa 1964 war sie Lektorin für russische Literatur im Aufbau Verlag in Berlin und wurde dort später Fachbereichsleiterin. Seit Ende der 1970er Jahre war sie auch für den Verlag Rütten & Loening tätig.
1987 würdigte der Aufbau-Verlag ihr Schaffen als „herausragende Leistungen bei der Übertragung aus dem Russischen“.
Margit Bräuer war mit dem Germanisten Rolf Bräuer verheiratet.

## Publikationen (Auswahl)
Margit Bräuer gab zahlreiche Sammlungen mit russischen Erzählungen und weiteren Texte heraus. Außerdem übersetzte sie einige Werke von Dostojewski und Tolstoi.

### Autorin
- Abends nach dem Regen, Aufbau, Berlin 1969
- Am Steuer der Morgenröte, Buchclub 65, Berlin 1970
- Die poetische Gestaltung der Frau und ihres ethisch-sozialen Funktionsspektrums in der russischen Liebeserzählung des 19. Jahrhunderts, 1980

- Der Kreml, Doktor Schiwago und ich; in literarischer Mission zwischen Berlin und Moskau, Nora, Berlin 2010, 160 S. ISBN 978-3-86557-230-1, ISBN 3-86557-230-8, Autobiographie
- Paradies meiner Träume, Nora, Berlin 2011, 144 S. ISBN 978-3-86557-261-5, ISBN 3-86557-261-8.
- Bei Sissi, van Gogh und Frank Sinatra, Nora, Berlin 2012
- Weltenbummler. Mit Rolf in Moskau und anderswo, Nora Berlin [2018]

### Herausgeberin
- Eine einzige Nacht. Liebesgeschichten aus Russland. Lizenzausgabe, Droemersche Verlagsanstalt Knaur 1986. 303 S. ISBN 978-3-426-01280-2, ISBN 3-426-01280-4
- Der Liebe Prunkgemächer. Moderne russische Satiren. Hrsg. und mit bio-bibliographischen Angaben von Margit Bräuer. Aus dem Estnischen, Lettischen und Russischen von Welta Ehlert, Dietmar Hochmuth u. a. Mit Illustrationen von Eva Natus-Šalamoun. Eulenspiegel Verlag, Berlin 1987, 304 S. ISBN 978-3-359-00215-4, ISBN 3-359-00215-6
- Wladimir Wyssozki: Zerreisst mir nicht meine silbernen Saiten. 100 Lieder 100 Lieder und Gedichte. Hrsg. mit Oksana Bulgakowa. Nachdichtungen von Reinhold Andert. Aufbau-Verlag Berlin, 1989. ISBN 978-3-351-01196-3. ISBN 3-351-01196-2
- Es war ein Land der Tränen; ein Sibirien-Lesebuch. Aus dem Russischen übersetzt von Erich Ahrndt. Aufbau Verlag Berlin, 1991, 596 S. ISBN 978-3-351-01759-0, ISBN 3-351-01759-6

- Russische Weihnachtsgeschichten. Aufbau-Verlag Berlin 2002, 4. Auflage ISBN 978-3-351-02079-8, ISBN 3-351-02079-1, 248 S.
- Russische Liebesgeschichten. Von Tolstoi, Dostojewski, Turgenjew u.a. Herausgegeben mit Klaus Th. Luig. 2. Auflage. Aufbau Tb Berlin 2003. ISBN 978-3-7466-1136-5, ISBN 3-7466-1136-9. 320 S.
- Frohe Ostern! Geschichten Zum Eiersuchen. Texte von Hermann Hesse. Aufbau-Verlag Berlin, 2003. ISBN 978-3-7466-1946-0, ISBN 3-7466-1946-7. 249 S.
- Hab' ich dir heute schon gesagt. Geschichten für Mütter. Aufbau Tb Berlin, 2005 ISBN 978-3-7466-2125-8, ISBN 3-7466-2125-9
- Kater Casanova. Kuschlige Katzengeschichten, Aufbau Taschenbuch Verlag, 2006, 297 S. ISBN 978-3-7466-2266-8, ISBN 3-7466-2266-2.
- Der kleine Engel. Russische Weihnachtsgeschichten. Aufbau Taschenbuch Berlin, 2006 ISBN 978-3-7466-2312-2, ISBN 3-7466-2312-X. 257 S.
- Anton Tschechow. Die schönsten Erzählungen. Mit einem Nachwort von Gabriele Wohmann. Aus dem Russischen von Gerhard Dick, Wolf Düwel, Ada Knipper, Michael Pfeiffer, Hertha von Schulz. Aufbau Verlag Berlin, 2009. 315 Seiten. ISBN 978-3-351-03278-4, ISBN 3-351-03278-1.

### Übersetzerin
- Fjodor Dostojewski. Tagebuch eines Schriftstellers 1873 und 1876–1881. Eine Auswahl. Hrsg. u. Vorw. v. Michael Wegner. Übersetzt von Günter Dalitz, Margit Bräuer. Aufbau Verlag GmbH Berlin 2003. 418 Seiten. ISBN 978-3-351-02976-0, ISBN 3-351-02976-4.
- Fjodor Dostojewski: Schuld und Sühne. Roman in sechs Teilen mit einem Epilog. Mit Rolf Bräuer. Aufbau Taschenbuch Verlag Berlin, 2003. ISBN 978-3-7466-2032-9, ISBN 3-7466-2032-5. 727 Seiten, mehrere Neuauflagen 2008, 2021
- Leo Tolstoi: Die Kreutzersonate. Mit Hermann Asemissen. 4. Auflage. Aufbau Taschenbuch Verlag 2009 ISBN 978-3-7466-6126-1, ISBN 3-7466-6126-9
- Leo Tolstoi: Krieg und Frieden. Mit Hermann Röhl. Aufbau Taschenbuch Verlag Berlin 2010. ISBN 978-3-7466-2673-4, ISBN 3-7466-2673-0. 1291 Seiten.